# Edwin Siu
Edwin Siu Jing-Nam es un cantante y actor de Hong Kong nacido el 23 de marzo de 1977, el género musical que interpreta es de estilo Cantopop y se hizo conocer como cantante a partir de 2002.

## Discografía
| Álbum # | Información del Álbum                                              |
| ------- | ------------------------------------------------------------------ |
| 1st     | Born To Fly - Released: August, 2002 - Label:                      |
| 2nd     | Edwin - Release Date: March, 2003 - Label:                         |
| 3rd     | What Do You Want Me To Do - Release Date: September, 2003 - Label: |
| 4th     | Story - Release Date: July, 2004 - Label:                          |

## Filmografía
| Año  | Nombre                                      | Caracteres en el cine |
| ---- | ------------------------------------------- | --------------------- |
| 1999 | The Young Ones 監獄風雲少年犯               |                       |
| 2003 | Truth or Dare: 6th Floor Rear Flat 六樓后座 | Edwin                 |
| 2003 | City of SARS 非典人生                       | 浩然                  |
| 2003 | The Park 咒樂園                             | Alan Yu               |
| 2004 | Dating Death 失驚無神                       | 澤                    |
| 2004 | Explosive City 爆裂都市                     | Policeman             |
| 2004 | (China) Wu Fa Jian Jiao 無法尖叫            |                       |
| 2005 | The China's Next Top Princess 妃子笑        | Emperor               |
| 2009 | Turning Point LAUGHING GOR之變節            | Lawyer                |

## Series de Televisión
| Año  | Título                                                          | Personajes            | TVB Premios Anniversario | Notas                 |
| ---- | --------------------------------------------------------------- | --------------------- | ------------------------ | --------------------- |
| 2002 | Beach * Volleyball * Souffle 《沙灘．排球．梳乎厘》             |                       |                          | NOW.COM Web TV Series |
| 2002 | Accept Me 《接受我》                                            |                       |                          | NOW.COM Web TV Series |
| 2002 | Feel 100% Winter Series 《百分百感覺之冬日戀曲》                |                       |                          | NOW.COM Web TV Series |
| 2003 | First Kiss Then Speak 《吻了再說》                              |                       |                          | NOW.COM Web TV Series |
| 2003 | Aqua Heroes 《戀愛自由式》                                      | Edwin 湯繼樂          |                          |                       |
| 2008 | When Easterly Showers Fall on the Sunny West 《東山飄雨西關晴》 | Kwan Ho-Cheung 關浩長 |                          |                       |
| 2009 | D.I.E. Again 《古靈精探II》                                     | Kam Zhi Fung 甘至峰   |                          |                       |
| 2009 | Beyond the Realm of Conscience 《宮心計》                       | Li Yan 李炎           |                          |                       |

## Premios
| Año  | Premio                             | Categoría                        | Obras     | Resultados   | Referencias |
| ---- | ---------------------------------- | -------------------------------- | --------- | ------------ | ----------- |
| 2002 | Ultimate Song Chart Awards         | Ultimate New Male Artist         | Edwin Siu | Bronze Award | [ 1 ]       |
| 2002 | 2002 RTHK Top 10 Gold Songs Awards | Most Popular Karaoke Song Award  | 惡果      | Won          | [ 2 ]       |
| 2002 | 2002 RTHK Top 10 Gold Songs Awards | Most Prospective New Male Artist | Edwin Siu | Gold Award   | [ 2 ]       |
| 2002 | Jade Solid Gold Top 10 Award       | Most Popular New Male Artist     | Edwin Siu | Gold Award   | [ 3 ]       |

- 2003 
  - 勁爆合唱歌 - 特別鳴謝 ——(蕭正楠, 關心妍)
  - 兒歌金曲頒獎典禮 Top 10 Songs - 《一千倍動能 (《激鬥戰車》 主題曲)》
  - 兒歌金曲頒獎典禮 Children Golden Songs - Bronze -《一千倍動能 》